# Население Флориды
Современная Флорида отличается пёстрым расовым и языковым составом населения ещё с колониальных времён. Исконное население до XVI века составляли исключительно индейские племена, которые в испанский период (1520—1829 гг.) смешались с колонистами из Испании и беглыми чернокожими рабами завезёнными из Африки или же бежавшими от жестокой эксплуатации из южных штатов США. Испанский язык при этом получил широкое распространение на полуострове с довольно раннего времени. Вторжение США под предлогом возвращения сбежавших рабов завершилось массовой депортацией смешанного испаноязычного населения и заменой его на типичную для США двухрасовую модель общественных отношений (свободных белых англоязычных колонистов и чернокожих рабов). До начала массовой миграции чёрных на север, а белых на юг, доля чернокожих в штате достигала 50 % (начало XX века). Затем доля белых постепенно нарастала, достигнув 80 % к началу 60-х. Значительная часть белого населения штата (около трети) — пенсионеры из северных штатов США, Канады и ряда стран и регионов Европы (Великобритания, Германия, Скандинавия), которые получили прозвище «снегири».

## Динамика населения штата по данным переписей населения США
- Год Насел. Прирост%±
- 1830 34.730 —
- 1840 54.477 56,9 %
- 1850 87.445 60,5 %
- 1860 140.424 60,6 %
- 1870 187.748 33,7 %
- 1880 269.493 43,5 %
- 1890 391.422 45,2 %
- 1900 528.542 35,0 %
- 1910 752.619 42,4 %
- 1920 968.470 28,7 %
- 1930 1.468.211 51,6 %
- 1940 1.897.414 29,2 %
- 1950 2.771.305 46,1 %
- 1960 4.951.560 78,7 %
- 1970 6.789.443 37,1 %
- 1980 9.746.324 43,6 %
- 1990 12.937.926 32,7 %
- 2000 15.982.378 23,5 %
- 2008 г. оценка 18.328.340 14,7 %

## Расовая и этническая динамика населения
С конца 1960-х годов наметилась тенденция к сокращению доли белого англоязычного населения и росту доли латиноамериканцев и чернокожих за счёт более высокого естественного прироста и интенсивной иммиграции.
По переписи 1990 году процентное соотношение рас в населении Флориды было следующим:
- 70,2 % белые американцы;
- 13,6 % — афроамериканцы;
- 12,8 % — латиноамериканцы;
- 1,2 % азиаты;
- 0,3 % американские индейцы.

По переписи 2000 году процентное соотношение рас в населении Флориды было следующим:
- 66,4 % белые американцы;
- 16,8 % — латиноамериканцы;
- 14,5 % — чернокожих;
- 2,0 % азиаты;
- 0,3 % американские индейцы.

По оценке на 2008 год:
- 60,5 % белые американцы;
- 20,5 % — латиноамериканцы;
- 15,5 % — чернокожих;
- 2,5 % азиаты;
- 1,0 % американские индейцы и др.

При этом среди новорожденных за 2007 год расовых состав был следующим:
- 45 % белые
- 30 % латиноамериканцы
- 22 % чернокожие
- 2 % азиаты
- 1 % прочие

## Латиноамериканское меньшинство
После массовой депортации начала XIX века, латиноамериканцы вновь появились в штате в середине XX века. В основном это были бывшие кубинцы и дети тех, кто покинул остров в связи с революционными событиями 1950-х гг. (марьелитос). В 1980-х и 1990-х годам к ним присоединилось значительное количество других экономических и политических мигрантов из Мексики, Никарагуа, Сальвадора, Пуэрто-Рико (район г. Орландо), Гаити и др. В ряде городов штата латиноамериканская община численно преобладает. Так в Майами она составляет порядка 60 %, преобладает испанский язык, в то время как белая англоязычная община сократилась до 12 %.

## Автохтонное население
Многие из коренных американских индейцев Флориды — потомки племени семинолов, предки которых под натиском белых отступили в болота Эверглейдс после второй Войны Семинолов в 1842 году. Одна группа семинолов штата сейчас живёт в резервациях на болотах к северу и востоку от озера Окичоби. Другая — в резервации на Большом Кипарисовом Болоте (Big Cypress Swamp), что лежит на северо-западе Эверглейдс. В 1957 году американские индейцы основали сообщество племен флоридских семинолов «Seminole Tribe of Florida, Inc.» и избрали своё первое (с 1848 года) конституционное правительство.